# 蘇斐然
蘇斐然為中國清朝武官官員，本籍福建同安。行伍出身的蘇斐然於1842年（道光22年）奉旨接替江奕喜，於台灣地區擔任台灣水師協副將。而隸屬台灣鎮之下的此官職是台灣清治時期的這階段，全台灣的海防軍事層級最高武將，其統帥三標水營，數千名水師兵勇。
蘇奜然是福建同安縣澳頭人, 清四川總督蘇廷玉之子. 一門數傑, 至今於同安澳頭尚有蘇氏之遺跡.同安蘇氏, 系出蘆山堂, 除蘇廷玉外, 尚有蘇頌(宋朝), 均同出一脈, 人材薈萃.
| 前任： 江奕喜 | 台灣水師協副將 1842年上任 | 繼任： 邱鎮功 |

| 前任： 邱鎮功 | 台灣水師協副將 1846年上任 | 繼任： 陳顯生 |